# Fraßdorf
Fraßdorf is een plaats en voormalige gemeente in de Duitse deelstaat Saksen-Anhalt, en maakt deel uit van de Landkreis Anhalt-Bitterfeld.

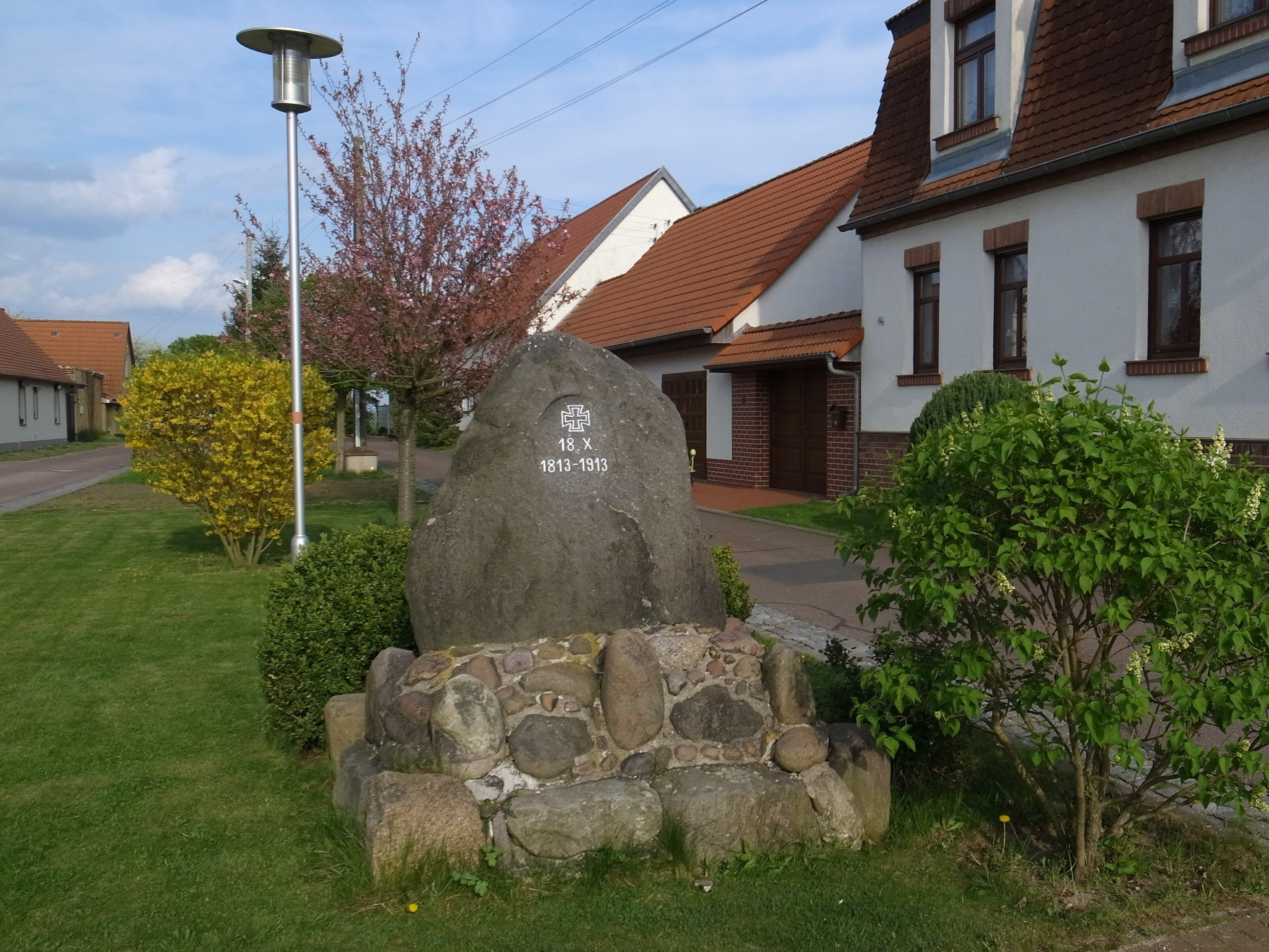

Fraßdorf telt 240 inwoners.